# Pedicularis friderici-augusti
Pedicularis friderici-augusti är en snyltrotsväxtart som beskrevs av Tommasini. Pedicularis friderici-augusti ingår i släktet spiror, och familjen snyltrotsväxter. Inga underarter finns listade i Catalogue of Life.